# King River (vattendrag i Australien, Western Australia, lat -15,50, long 128,07)
King River är ett vattendrag i Australien. Det ligger i delstaten Western Australia, omkring 2 200 kilometer nordost om delstatshuvudstaden Perth.
Omgivningarna runt King River är i huvudsak ett öppet busklandskap. Trakten runt King River är nära nog obefolkad, med mindre än två invånare per kvadratkilometer. Savannklimat råder i trakten. Genomsnittlig årsnederbörd är 1 095 millimeter. Den regnigaste månaden är februari, med i genomsnitt 300 mm nederbörd, och den torraste är augusti, med 1 mm nederbörd.